# Jerzy Płodziszewski
Jerzy Płodziszewski (* 3. Januar 1933; † 9. Juni 2011 in Warschau) war ein polnischer Radrennfahrer und nationaler Meister im Radsport.

## Sportliche Laufbahn
Płodziszewski war im Straßenradsport und im Bahnradsport aktiv. 1953 siegte er in der nationalen Meisterschaft in der Einerverfolgung, 1955 war er Dritter geworden. 1953 und 1955 gewann er die nationale Meisterschaft in der Mannschaftsverfolgung. Mit Jerzy Bek als Partner vertrat er Polen im Tandemrennen bei den Bahnradsport-Weltmeisterschaften. Er startete für Gwardia Warschau und Legia Warschau.

## Berufliches
Nach Beendigung seiner Sportkarriere war er als Trainer tätig. In den 1970er Jahren leitete er zusammen mit Marian Więckowski die Junioren-Nationalmannschaft des polnischen Radsportverbandes.